# Aleksej Aleksandrovič Balandin
Aleksej Aleksandrovič Balandin (in russo Алексей Александрович Баландин?; Enisejsk, 20 dicembre 1898 – Mosca, 22 maggio 1967) è stato un chimico sovietico.
Membro dell'Accademia delle Scienze dell'URSS, ha fornito un contributo fondamentale nel campo della bio catalisi, soprattutto nei riguardi delle reazioni di deidrogenazione catalizzate da metalli, e nei meccanismi d'azione dei catalizzatori. È stato autore di diversi libri e numerosi articoli scientifici. 
Il cratere lunare Balandin è stato chiamato così in suo onore.